# I'm Not a Robot
I'm Not a Robot (hangul: 로봇이 아니야; RR: Robos-i aniya) és una sèrie de televisió de Corea del Sud protagonitzada per Yoo Seung-ho, Chae Soo-bin i Um Ki-joon. Està escrit per Kim Sun-mi i dirigit per Jung Dae-yoon. La producció de la sèrie per MBC és May Queen Pictures. Es va emetre a MBC del 6 de desembre de 2017 al 25 de gener de 2018 els dimecres i els dijous a les 21:55 (KST) durant 32 episodis.
La sèrie va ser un fracàs comercial només amb una mitjana de 3.22% en el percentatge d'audiència i va rebre les qualificacions més baixes de l'espectador en el seu temps lliure al llarg de la seva carrera.

## Sinopsi
Kim Min-kyu (Yoo Seung-ho) viu una vida aïllada a causa d'una al·lèrgia greu a altres persones. Desenvolupa erupcions extremes que es propaguen ràpidament per tot el cos quan es fa contacte amb la pell. Jo Ji-ah (Chae Soo-bin) és una dona que intenta fer-ho en la vida creant els seus propis negocis. No obstant això, després d'una trobada amb Min-kyu, ella acaba per fingir ser un robot en lloc del suposat robot Aji 3. El robot Aji 3 va ser desenvolupat per l'ex-nuvi de Ji-ah, el professor Hong Baek-kyun (Um Ki-joon) i el seu equip. El robot estava pensat per ser provat pel geni Min-kyu, però un accident va causar un mal funcionament de la bateria del robot. Quan Baek-kyun va modelar el robot després de Ji-ah, l'equip acaba de reclutar-la per ocupar el lloc d'Aji 3.

## Repartiment

### Principal
- Yoo Seung-ho com Kim Min-kyu
- Chae Soo-bin com Jo Ji-ah / Aji 3
- Um Ki-joon com Hong Baek-kyun

### Recorrent
- Park Se-wan com "Pi" Angela Jin
- Song Jae-ryong com "Hoktal" Kang Dong-won
- Kim Min-kyu com "Ssanip" Eddie Park
- Kang Ki-young com Hwang Yoo-chul
- Hwang Seung-eon com Ye Ri-el
- Son Byong-ho com Hwang Do-won
- Lee Byung-joon com Ye Sung-tae
- Lee Hae-young com Mr. Yoon
- Um Hyo-sup com metge Oh
- Kim Ha-kyun com majordom Sung
- Seo Dong-won com Jo Jin-bae
- Lee Min-ji com Sun-hye
- Yoon So-mi com Hong-ju
- Lee Han-seo com Jo Dong-hyun
- Kim Ki-doo com Miami
- Choi Dong-gu com Alps